# Andrea Malaspina
Andrea Malaspina (Fosdinovo, ... – Fosdinovo, dicembre 1610) è stato un nobile italiano. Figlio di Giuseppe Malaspina, fu il decimo marchese di Fosdinovo.

## Biografia
Andrea Malaspina era il figlio secondogenito del marchese di Fosdinovo Giuseppe Malaspina (1533-1565).
Dopo la reggenza della madre Aloisia Doria (1565-1573), Andrea Malaspina divenne marchese di Fosdinovo a seguito della rinuncia a tale titolo del fratello maggiore Ippolito Malaspina, al fine di percorrere una carriera militare, che lo porterà a diventare Gran Maestro dell'Ordine di Malta. 
Andrea Malaspina riformò nel 1577 gli Statuti del Comune e fece lastricare le vie interne di Fosdinovo nel 1582. Sempre sotto il suo marchesato venne rifondata la Chiesa di San Remigio (posta sullo stesso sito della vecchia, ma con diverso orientamento), vi furono le prime testimonianze dell'esistenza della "Confraternita dei Rossi" (1570 c.a.), ancora attiva oggi, e venne costruito l'Oratorio dei Rossi o del Santissimo Sacramento (1581-1605), come luogo di ritrovo della nuova confraternita. Fu sempre in questo periodo che la Diocesi di Luni (di cui Fosdinovo faceva parte) venne divisa in ventidue Vicari foranei: Fosdinovo ne rappresentava uno dei ventidue, ospitando un migliaio di fedeli, da cui dipendevano parecchie parrocchie (anche esterne al dominio dei Malaspina).
Testò il 22 dicembre 1610 e morì subito dopo.

## Discendenza
Sposò Vittoria De Negro (?-1623), con cui ebbe:
- Lorenzo (12 gennaio 1586-?)[1]
- Luigia (12 gennaio 1587-?), sposò Leonardo Malaspina di Podenzana[1]
- Lelia (14 giugno 1588-?), sposò Camillo Paleotti[1]
- Maria (11 giugno 1590-?, sposò Ugo Pepoli[1]
- Giacomo (Jacopo) II, undicesimo marchese di Fosdinovo (1610-1663)[1]
- Caterina (?-17 agosto 1650), sposò Federico Silvestri.[1]